# ГЕС Лафорж-1
ГЕС Лафорж-1 (фр. Centrale Laforge-1) — діюча  гідроелектростанція на річці Лафорж - Квебек, Канада. Споруджена в рамках проекту Затока Джеймс. Власник — Hydro-Québec. 
Потужність - 878 МВт, була введена в експлуатацію у 1993-1994 роках. 6 радіально-осьових гідроагрегати. Напір - 57 м утворюється кам'яно-накидною греблею, що утворює водосховище Лафорж-1 площею 1288 км².